# Schizonycha ferruginea
Schizonycha ferruginea är en skalbaggsart som beskrevs av Hermann Julius Kolbe 1895. Schizonycha ferruginea ingår i släktet Schizonycha och familjen Melolonthidae. Inga underarter finns listade i Catalogue of Life.